# Codidon Corona
Codidon Corona est une corona, formation géologique en forme de couronne, située sur la planète Vénus par -46° S et 56° E. Elle est localisée dans le quadrangle d'Agnesi. Elle a été nommée en référence à Codidon, déesse grand-mère des Arauakan (Colombie). 

## Géographie et géologie
Codidon Corona couvre une surface circulaire d'environ 250 km de diamètre. 